# Here It Goes Again
«Here It Goes Again» — песня американской рок-группы OK Go, выпущенная 25 сентября 2006 года в качестве пятого сингла на их втором студийном альбоме Oh No. Это был единственный сингл группы, попавший в американский чарт Billboard Hot 100 до «I Won’t Let You Down». Также он достиг 36-й строчки в UK Singles Chart, что стало вторым хитом группы, вошедшим в британский топ-40. Музыкальное видео с участием группы, танцующей на беговых дорожках, стало одним из самых популярных на YouTube, в своё время став одним из их самых популярных видео с более чем 53 миллионами просмотров.
На стороне «Б» сингла выпущена кавер-версия группы OK Go на песню «The Love Cats» группы The Cure.

## Композиция и запись
Трёхминутный сингл «Here It Goes Again» написан вокалистом группы OK Go Дамианом Кулашем — младшим, в темпе «умеренно быстрого рока» со 144 bpm в тональности до мажор с вокальным диапазоном от C4 до A4. Кулаш также пел и играл на гитаре в оригинальном миксе, который был спродюсирован Торе Йоханссоном при сопродюсировании Эрика Дрю Фельдмана, Ховарда Уиллинга и Кена Слютера. Энди Дункан стал ещё одним гитаристом на треке. Другие инструменты на записи включают ударные в исполнении Дэна Конопки и бас в исполнении Тима Нордвинда. Дэвид Карлссон и Петтер Линдгард выступили звукорежиссёрами песни, а Йенс Линдгард — помощником звукорежиссёров. Записанный в Gula Studion в Мальмё, Швеция, трек был сведён в The Village Recorder в Лос-Анджелесе Дэйвом Сарди и, наконец, обработан Робертом Восгиеном в Capitol Mastering, также в Лос-Анджелесе.

## Коммерческий успех
В американском чарте Billboard Hot 100 от 16 сентября 2006 года, «Here It Goes Again» дебютировала на 87-й строчке, а на следующей неделе поднялась до 38-й строчки в топ-40. Трек продержался в чарте в общей сложности 20 недель. Кроме того, он попал в топ-40 Pop 100 на позиции 34, а также под номером 17 в чартах Adult Top 40 и Alternative Songs. «Here It Goes Again» также вошла в топ-40 хитов в других странах. В британском чарте UK Singles Chart песня дебютировала на 36-й строчке, в то время как в Official New Zealand Music Chart её высшая позиция стала 28-я строчка чарта. В Австралии песня стартовала с 67-й строчки в чарте ARIA Top 100 Singles Chart, а на следующей неделе поднялась до 63-й, а также возглавила чарт Hitseekers, в который попадают треки групп, не попавших в топ-50 основного чарта.

## Музыкальное видео
Музыкальное видео на песню «Here It Goes Again» представляет собой тщательно отработанный танец группы на восьми беговых дорожках, расположенных в два ряда по четыре и чередующихся в противоположных направлениях. Видео снято единым кадром. Группа (а также сестра её вокалиста Триш Си) выступила сорежиссёрами и хореографами. В общей сложности потребовалось семнадцать дублей, чтобы снять видео. Как и в клипе группы на песню «A Million Ways», вокал синхронизируется по губам Тима Нордвинда, а не Дамиана Кулаша. Группа использует тот же танец, что исполняла в видео на песню «C‐C‐C‐Cinnamon Lips». Видео дебютировало на YouTube 31 июля 2006 года и было просмотрено более 60 миллионов раз (на конец декабря 2022 года). Премьера на ТВ состоялась в тот же день на телеканале VH1 в шоу «Обратный отсчёт топ-20». OK Go исполнили танец вживую на MTV Video Music Awards 2006.
Музыкальное видео получило премию «Грэмми» 2007 года за лучшее короткое музыкальное видео и премию YouTube Awards 2006 года за самое креативное видео. В «Обязательном списке» журнала Entertainment Weekly от 18 августа 2006 года видео заняло девятое место. В июле 2011 года музыкальное видео было названо журналом Time одним из «30-ти лучших музыкальных клипов всех времён».

## Чарты
| Чарт (2006—2007)                    | Высшая позиция |
| ----------------------------------- | -------------- |
| Австралия (ARIA)                    | 63             |
| Австралия (ARIA Hitseekers)         | 1              |
| Великобритания (OCC UK Singles)     | 36             |
| Новая Зеландия (Recorded Music NZ)  | 28             |
| США (Billboard Hot 100)             | 38             |
| США (Billboard Adult Pop Airplay)   | 17             |
| США (Billboard Alternative Airplay) | 17             |
| США (Billboard Pop 100)             | 34             |
| Шотландия (OCC Scotland)            | 41             |

## Сертификации
| Регион                                                                      | Сертификация | Продажи |
| --------------------------------------------------------------------------- | ------------ | ------- |
| Великобритания (BPI)                                                        | Серебряный   | 200 000 |
| Данные о продажах + прослушиваниях приведены только на основе сертификации. |              |         |

## В культуре
По словам Пола Макгуайера из MTV Games, видеоигра Rock Band помогла подстегнуть дальнейший интерес к группе. Песня звучит а трейлере для Lego Dimensions, представленном на E3 2016. Пародии на видео появились в сериалах «Симпсоны», «Волшебные покровители», «Фостер: Дом для друзей из мира фантазий» и «Куу Куу Харадзюку».